# Chaulnes
Chaulnes é uma comuna francesa na região administrativa de Altos da França, no departamento de Somme. Estende-se por uma área de 8,46 km². Em 2010 a comuna tinha 2 077 habitantes (densidade: 245,5 hab./km²).